# Václav Wolf
Václav Wolf (1. března 1937 Praha – 25. dubna 2019) byl český římskokatolický kněz a teolog. V letech 1990–1997 byl děkanem Katolické teologické fakulty Univerzity Karlovy (KTF UK). Širší veřejnosti byl známý kvůli sporům o způsob vedení fakulty a o platnost jeho třetí volby na podzim 1997, která byla nakonec vetována kardinálem Miloslavem Vlkem.

## Život

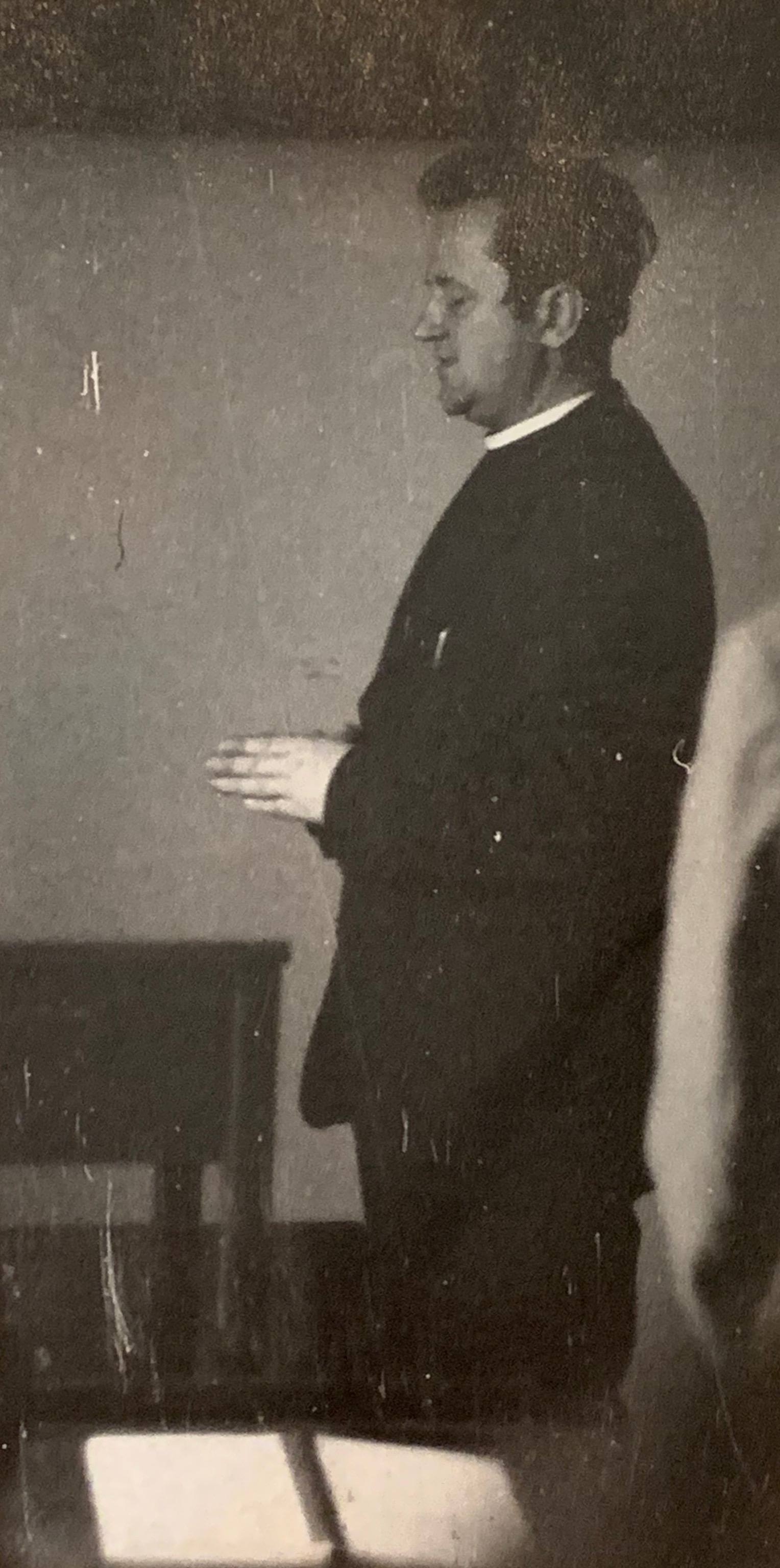
Václav Wolf v roce 1976 při výuce na CMBF v Litoměřicích

Středoškolské vzdělání získal na střední všeobecně vzdělávací škole, kterou zakončil maturitou v roce 1955. Se studiem pokračoval na Římskokatolické Cyrilometodějské bohoslovecké fakultě v Praze se sídlem v Litoměřicích, kterou dokončil v roce 1960. Na kněze byl vysvěcen 26. června 1960, poté působil v duchovenské službě na území Pražské arcidiecéze. Doktorát z teologie získal po předložení disertační práce na CMBF s názvem Čas – významný činitel v soudobé křesťanské teologii, a promován byl 13. června 1966. 15. dubna 1967 byl jmenován na CMBF asistentem při katedře biblických studií. Po habilitačním bienniu na Univerzitě Jana Gutenberga v Mohuči v letech 1968–1969 a předložení spisu Die Unsterblichkeit der Seele in der aktuellen theologisch-philosophischen Diskussion získal veniam docendi pro obor filosofické propedeutiky a dogmatické teologie. Po habilitačním řízení na Cyrilometodějské bohoslovecké fakultě v Praze se sídlem v Litoměřicích dne 16. června 1970 se stala habilitace rozhodnutím Ministerstva kultury ze dne 22. října 1971 platnou na území ČSSR. Byl jmenován docentem filosofie a speciální dogmatiky. Následně vyvíjel pedagogickou činnost: přednášky filosofie v letech 1970–1972 a přednášel dogmatickou teologii v letech 1969–1977. Jeho působení na CMBF bylo ukončeno 31. prosince 1977. Poté odešel do pastorace. V letech 1979–1989 byl v duchovenské službě v Praze ve farnosti Hostivař.
2. ledna 1990 byl jmenován „na návrh kancléře Římskokatolické Cyrilometodějské bohoslovecké fakulty v Litoměřicích“ vedoucím katedry pro obor věrouky, s účinností od 1. ledna 1990. Dne 6. ledna 1990 byl jmenován na KTF UK profesorem pro obor věrouky a děkanem, obojí s účinností od 1. ledna 1990. 25. května 1990 byl jmenován vedoucím katedry systematické teologie a přijat do pracovního poměru jako profesor pro obor filosofie a speciální dogmatiky. V letech 1990–1997 byl na KTF UK děkanem. Wolf brzy z fakulty propustil po pádu režimu přišedší vyučující (Oto Mádr, Tomáš Halík aj.) a pod jeho vedením se fakulta snažila nic na výuce neměnit. Velký kancléř a liberálněji smýšlející teologové však způsob vedení fakulty kritizovali jako uzavřenost světu, jednostranný pohled výuky (konzervativní). Propuštěný pedagog fakulty Ivan Odilo Štampach napsal, že „vedení je složené z StBáků“, což se ovšem Václava Wolfa netýkalo.
Z těchto a dalších deklarovaných důvodů (problematické přijímací řízení, slabá publikační činnost učitelů, blokování studia laiků atd.) vetoval arcibiskup Vlk jako kancléř univerzity už druhou volbu Václava Wolfa v roce 1994, po setkání s vedením KTF UK, které slíbilo nedostatky odstranit, je však odvolal. Wolf, když mu končil druhý mandát, dal 28. března 1998 upravit statut fakulty tak, aby mohl být zvolen potřetí, úpravu však ani arcibiskup, ani Senát UK neschválil. Když se Wolf nechal potřetí zvolit děkanem, v rozporu se zákonem i statuty univerzity, kardinál Vlk volbu vetoval a rektor UK ji nepotvrdil. a vedení fakulty se na nějakou dobu ujal Jaroslav V. Polc. Wolf zde zůstal zaměstnán jako vedoucí katedry systematické teologie. Kvůli sporům s arcibiskupem byl 8. února 2002 odvolán i z funkce vedoucího této katedry. 6. května 2002 mu následně kardinál Miloslav Vlk z úřadu velkého kancléře fakulty odebral kanonickou misi. Dále trval jeho pracovní poměr na KTF UK bez pověření výukou, a to až do ukončení pracovního poměru 31. prosince 2003. Následně uzavřel pracovní poměr v Ústavu dějin UK a Archivu UK.
Od roku 1987 byl děkanem Kolegiátní kapituly Všech svatých na Hradě pražském a správcem tohoto chrámu do listopadu 2004. Václav Wolf byl s platností od 1. ledna 2005 ustanoven výpomocným duchovním farnosti kostela sv. Prokopa v Praze na Žižkově. 15. ledna 2012 se stal čestným kanovníkem Kolegiální kapituly Nanebevzetí Panny Marie na hradě Karlštejně.

## Zajímavosti
Wolf byl přítelem českého novináře a publicisty Ferdinanda Peroutky, jr., kterého s ním spojila mj. i skutečnost, že Wolf měl podíl na obrácení jeho tetičky, kterou pak následně i přijal zpět do katolické církve.

## Pedagogická činnost v přehledu
- 1966 doktorát z teologie
- 1967 odborný asistent na CMBF v Litoměřicích
- 1968 habilitován na univerzitě v Mohuči
- 1971–1977 docent filosofie a dogmatiky na CMBF
- 1990 jmenován řádným profesorem dogmatické teologie
- 1990–1997 děkan KTF UK
- 2003 (duben–prosinec) v rámci tvůrčího volna vědecký pracovník na Pontificia Università Gregoriana a na Pontificia Università della Santa Croce (Řím)
- 2004 Výzkumné centrum pro dějiny vědy; výuka antropologie na FF UK

## Ostatní
- 1977–1979 z politických důvodů bez zaměstnání
- Členství v mnoha mezinárodních teologických společnostech.
- V době, kdy působil na CMBF v Litoměřicích, se jej opakovaně a vždy neúspěšně pokoušela získat pro spolupráci StB.